# 索索夫规则
索索夫规则是连珠的开局规则。它是由爱沙尼亚棋手安茨·索索夫提出的。

## 规则介绍
- 假黑方在棋盘上摆出26种连珠开局之一。
- 假白方有权交换。
- 交换后的假白方在棋盘上落下第4手棋，并声明第5手棋的打点数（打点数不超过4）。
- 交换后的假黑方有权交换。
- 交换后的黑方在棋盘上摆出之前所声明数目的打点作为第5手棋的候选。这些打点不能对称。
- 白方从这些打点中选择一个作为第5手棋，并落下第6手棋。[1]

## 简要介绍
索索夫规则提供了更多新的平衡开局，特别是传统规则的白优开局。但黑棋优势过大的开局（如溪月、峡月、水月、浦月、花月等），仍然不适合在这个规则中使用。为了解决这个问题，索索夫-N规则被提出，并且得到了国际连珠联盟（RIF）的承认。

## 规则改进
索索夫-N规则是索索夫规则的改进版。当假白方落下第4手棋，并声明第5手棋的打点数时，打点数需要不超过N（原始的索索夫规则不超过4）。
根据不同的N值，索索夫-N规则在新变化的自由度上有很大区别。索索夫-5规则的可战变化与塔拉-山口规则非常接近。在索索夫-8规则中，26种连珠开局均可战。

## 相关比赛
在2008年，索索夫规则是欧洲连珠锦标赛的官方规则。同时，它也在一些其他国际比赛中被采用。
2011年，索索夫-N规则经俄罗斯连珠协会提案后，被国际连珠联盟（RIF）采纳。2015年的RIF会员大会中，索索夫-8规则被确定为自2017年世界连珠锦标赛开始使用。